# 牛津运动
牛津運動（英語：Oxford Movement）或盎格鲁大公教會運動，是1833年由牛津大学的一些英国国教高派教會的教士发起的宗教运动，其目的是通过复兴天主教的某些教义和仪式来重振英国国教。其中嚴格實現信經中“我信唯一神聖大公和使徒統緒的教會”，支持者回顧了早期教會的傳統，認為不接受使徒傳統的傳道人是不能被接受的。他們堅信聖事本身具有赦罪的功效，並強調使徒統緒。所以他們自視為介在天主教及新教之間最為中庸的宗派。重要人物包括約翰·紐曼（John Henry Newman）、基布尔（John Keble）、
弗劳德（Richard Hurrell Froude）、亨利·愛德華·曼寧（Henry Edward Manning）和蒲赛（Edward Bouverie Pusey）等。这场运动的影响远远超出了国教改革本身。

## 早期：宗教改革册页
1833年6月，基布尔做了一场题为《举国叛教》的布道，揭开了运动的序幕。紧接着，約翰·紐曼发表了一系列宣传文章，后称《时论册集》（Tracts for the Times）。
基布尔和蒲赛又在其中加入了《神聖大公教会牧師丛册》，宣传回归教会初创时代的信仰和习俗，所谓的“册页派”就此形成。“册页派”宣扬英国国教奉行天主教和福音教派之间的中庸之道。在回击各种批判、倡导恢复宗教改革以来在英国国教中被放弃的各种仪式的过程中，纽曼成为公认的领袖。
以后，纽曼和曼宁逐渐偏向天主教会（1841年）。但是牛津运动的主流反对这种转向，在蒲赛的领导下，保持对国教的忠诚，并超越了运动起初的学术气质而成为教会改革乃至社会改革的利器。

## 后期：宗教实践改革
牛津运动为了恢复对《圣经》教诲的虔诚，力图发展宗教社团的生活。从1845年开始成立了多个姊妹会。这些社团成为慈善活动和社会活动的中心。不过男性团体相对较少。
牛津运动强调崇拜活动的过程，尤其在后期对教堂仪式做了许多改变，比如教堂的装饰、布道时的声调、禮服的穿着，并重视圣歌的歌唱。每一项恢复仪式活动的努力都引发轩然大波，有时甚至引发骚乱，其中1860年伦敦东区圣乔治教堂发生严重暴力事件。因为牛津运动关注教堂的布道形式，尤其是在1857年－1871年间，其成员就被称作“礼仪派”；同时，因为其支持者试图使国教承认天主教的古老礼拜仪式和教条教义，牛津运动也被稱「盎格鲁大公教会运动」。
1850年－1890年间，“礼仪派”追求的教会改革引起了许多社会骚动和司法诉讼。1874年，英国议会通过了《公共礼拜章程法》，明确表示要“打击礼仪主义”。而神职人员则竭力抵抗以保全在宗教事务中的权威。所有的盎格鲁－大公教会派教徒都不承认枢密院司法委员会这样的世俗法庭对宗教事务的效力。迟至1887年仍有神职人员否认拒绝议会的权威而坐牢，但此后这样的抵抗被认为有理而得到尊重。牛津运动末期，其追随者日益强调基督徒在社会生活中的责任、重视社会问题，并在1889年建立了基督教社会联盟。